# جون هادلي (فيلسوف)
جون هادلي (بالإنجليزية: John Hadley)‏ فيلسوف أسترالي تنصبّ أبحاثه على الفلسفة الأخلاقية والسياسية، خصوصًا أخلاقيات التعامل مع الحيوان، والأخلاق البيئية، والأخلاقيات الفوقية. يعمل هادلي حاليًا محاضرًا أولًا في الفلسفة في كلية العلوم الإنسانية وفنون الاتصال في جامعة ويسترن سيدني. ودرّس سابقًا في جامعة تشارلز ستورت وجامعة سيدني، التي درس بها مرحلته الجامعية والدكتوراه. بالإضافة إلى مجموعة متنوعة من المقالات التي نشرها في الدوريات الأكاديمية، والمنشورات المحررة، فقد ألف الأفرودة المنشورة في العام 2015 حق ملكية الحيوان (نشر دار ليكسينغتون)، والأفرودة المنشورة في العام 2019 فلسفة الحيوان البراجماتية المُحدثة (نشر دار بالغريف ماكميلان). وهو أيضًا المحرر المشارك، مع إليسا ألتولا، للمجموعة المنشورة في العام 2015، أخلاقيات وفلسفة التعامل مع الحيوان (نشر دار رومان آند ليتلفيلد إنترناشونال).
يُعرف هادلي بتبنّيه لنظرية حق ملكية الحيوان. ويقترح وجوب منح الحيوانات البرية حق ملكية مناطقها، وتعيين الأوصياء لتمثيل مصالحها في إجراءات اتخاذ القرار. ويرى بأنه يمكن تبرير هذا الطرح بشكل مباشر، بالنظر إلى مصالح الحيوانات المعنية، أو بشكل غير مباشر عبر حماية البيئات الطبيعية. خضعت النظرية للنقاش في السياقات الشعبية والأكاديمية، وتلقّت ردودًا ناقدةً من المجموعات الزراعية، وردودًا متباينة من المنظّرين الأخلاقيين والسياسيين.
تضمنت كتابات هادلي الأخرى دفاعًا عن نهج براجماتي مُحدث لأخلاقيات التعامل مع الحيوان، بالإضافة إلى انتقاد افتراضات الأخلاقيات الفوقية وما وراء الفلسفة التي يتبناها علماء أخلاق الحيوانات التقليديين. كما أجرى هادلي أبحاثًا بشأن القضايا المعيارية المتعلقة بتطرف حركة حقوق الحيوان، ومساعدة الآخرين، ونظرية النفعية.

## مساره المهني
درس هادلي في جامعة سيدني للحصول على بكالوريوس الآداب ودكتوراه في الفلسفة. أشرفت كارولين ويست على أطروحته للدكتوراه، في قسم الفلسفة في جامعة سيدني، وقدّمها في العام 2006 بعنوان ملكية الحيوان: التوفيق بين الجماعانية البيئية والليبرالية المساوية بين الأنواع. خلال إجرائه بحث الدكتوراه، «بدأت تتجمع» لديه «العناصر الأساسية» لنظريته في حق الحيوان بالملكية، وأثمر ذلك نشر «الملكية الحيوانية غير البشرية: التوفيق بين حماية البيئة وحقوق الحيوان» في دورية الفلسفة الاجتماعية. في ذلك الوقت كذلك، نشر في دورية استقصاء القيم، ودورية الفلسفة في العالم المعاصر، ودورية الفلسفة التطبيقية، بالإضافة إلى عمله محاضرًا في قسم الفلسفة بجامعة سيدني، ومحاضرًا زائرًا في مختبر خدمات الحيوانات بجامعة سيدني.
بعد نيله شهادة الدكتوراه، عمل هادلي محاضرًا في أخلاقيات الاتصال في كلية الاتصالات بجامعة تشارلز ستورت ومحاضرًا في الفلسفة في كلية العلوم الإنسانية والاجتماعية بجامعة تشارلز ستورت. ثم انضمّ للعمل بكلية العلوم الإنسانية وفنون الاتصال بجامعة ويسترن سيدني كمحاضر في الفلسفة، ثم كمحاضر أول في الفلسفة. في العام 2015، نشرت دار رومان آند ليلتلفيلد إنترناشونال أخلاقيات وفلسفة الحيوان: محاكمة المسلّمات، وهي مجموعة حررها هادلي مع الفيلسوفة الفنلندية إليسا ألتولا. يهدف الكتاب إلى نقل النقاش في أخلاقيات التعامل مع الحيوان إلى ما هو أبعد من وضع نظريات ماصدقيّة، وإلى تمحيص مشاكل ما وراء الفلسفة والأخلاقيات الفوقية عبر النظريات الماصدقية. لفتت مساهمة هادلي الانتباه إلى ثالوث غير متسق في فلسفة حقوق الحيوان: الفكرة التي مفادها أن الحالة الأخلاقية تحددها العوامل النفسية (مثل الإحساسية)، وليس النوع؛ وأن الحيوانات البشرية وغير البشرية تنتمي لنفس النوع الطبيعي؛ وأن هذه المرونة الجينومية تقدم أفضل تفسير للتغييرات في الانتخاب الطبيعي. في نفس العام، نشرت دار ليكسنغتون بوكس أفرودة هادلي بعنوان حق ملكية الحيوان: نظرية في حق الحيوانات البرية بتملك مناطقها. يقدم الكتاب، الذي يعتمد جزئيًا على أبحاث الدكتوراه، كمًا هائلًا من المعلومات الجديدة بخصوص نظرية هادلي لحقوق ملكية الحيوان. ونشرت دار بالغريف ماكميلان أفرودة أخرى في العام 2019 تحت عنوان فلسفة الحيوان البراجماتية المُحدثة. قدمت تلك الأفرودة نهجًا براجماتيًا مُحدثًا في أخلاقيات التعامل مع الحيوان.

## أبحاثه

### حقوق ملكية الحيوان
يُعرف هادلي بنظريته الداعية إلى حقوق ملكية الحيوانات، والتي تنادي بوجوب منح الحيوانات حقوق الملكية على مناطقها. طوّر هادلي نظريته عن حقوق ملكية الحيوان خلال أبحاث الدكتوراه، والأفرودة المنشورة في العام 2015، وغيرها من الكتابات الأكاديمية. بالإضافة إلى ذلك، نشر هادلي مقالات شهيرة عن هذا الموضوع في الغارديان، وموقع الكونفيرسيشن، ومركز الأخلاق. كما ناقش الموضوع في برنامج «معرفة الحيوانات»، وهي سلسلة بودكاست أنتجتها شيفون أوسيليفان. حظيت نظريته باهتمام الصحافة العامة، وتلقّت انتقادات شديدة من مجموعات المزارعين والصحفيين المختصين بالشؤون الريفية.
يقوم الجانب العملي من نظرية هادلي على مبدأين رئيسيين: نظام وصاية، يُعيّن بموجبه الأوصياء المطّلعين لتمثيل أطراف ملكية الحيوانات في اتخاذ القرارات المتعلقة بإدارة الأراضي، واعتماد سلوك الحيوانات في تحديد الأراضي لترسيم حدود ملكيتها للمنطقة. يرفض هادلي اعتبارات الملكية الأولية ونظرية العمل للملكية للاستحواذ على الأراضي، ويقترح بدلًا من ذلك طريقتين يمكنهما تبرير نظريته بشكل فعال. أولًا، قد يمكن تبرير نظريته مباشرة عند أخذ مصالح الحيوانات بعين الاعتبار. ويرتكز ذلك إلى حقيقة أن الحيوانات البرية تحتاج مناطقها من أجل تلبية احتياجاتها الأساسية، والادعاء بأن هذا يُفضي إلى وجود مصلحة لها في منطقةٍ ما بما يخوّلها للمطالبة بحقّ فيها. ويزعم هادلي أنه إذا كان للحيوانات الحق في استخدام مناطقها، فبالتالي لها حق الملكية في تلك المنطقة. ثانيًا، قد يكون للنظرية ما يبررها بشكل غير مباشر، إذ قد تُمنح الحيوانات (من بعض الأنواع، على الأقل) حقوق الملكية كوسيلة لحماية البيئات الطبيعية. يطرح هادلي مقترحه بناءً على أساس براجماتي واضح، ويعتقد أن نظرية حقوق ملكية الحيوان يمكنها التوفيق بين الأخلاق الحيوانية والبيئية.
وُضع اقتراح هادلي في سياق «التحول السياسي» في أخلاقيات التعامل مع الحيوان؛ وظهور أدبيات أخلاقيات الحيوان التي تصرف تركيزها على العدالة. ويُذكر أكاديمي آخر اقترح منح الحيوانات البرية حقوق ملكية على مواطنها، وهو الفيلسوف البريطاني ستيف كوك. مثل هادلي، يلجأ كوك إلى موقفٍ يستند إلى مصالح حقوق الحيوان، لكنه، بخلاف هادلي، يقترح أن مبدأ السيادة الكاملة قد يكون وسيلة مناسبة لحماية مصالح الحيوانات في بيئتها إذا فشل تطبيق مبدأ الملكية. ينكر المنظرون الآخرون الذين يستقصون الجوانب المعيارية للعلاقات البشرية مع الحيوانات البرية ينكرون صراحةً كونهم يوسّعون مبدأ حقوق الملكية ليشمل الحيوانات. على سبيل المثال، تنادي عالمة الأخلاق البريطانية المستقرة في الولايات المتحدة كلير بالمر تنادي بوجوب احترام مجال الحيوانات البرية، لكنها تدعي أن المناداة بتطبيق حق ملكية هذه الحيوانات سيكون «صعبًا»، وبدلًا من ذلك يستند موقفها إلى حقيقة أن الأفعال البشرية يمكن أن تسبب للحيوانات «الألم، والبؤس، والضعف».

ينتقد المنظّران الكنديان سو دونالدسون وويل كيمليكا نظرية هادلي بتوسيع مبدأ حقوق الملكية ليشمل الحيوانات، زاعمين أن حقوق الملكية غير كافية لحماية مصالح الحيوانات. ويذهبا بدلًا من ذلك إلى أنه يجب اعتبار الحيوانات ذات سيادة على أراضيها. وكتبا قائلين: 
قولنا إن للطائر حق ملكية في عشه، أو للذئب حق ملكية في وجاره –وأيما أجزاء محددة من الأرض تستخدمها بشكل حصري عائلة حيوان واحدة هو أمرٌ. إنما الأمر الآخر هو أن المواطن التي تحتاجها الحيوانات للبقاء على قيد الحياة تمتد إلى ما هو أبعد من هذه الأجزاء المحددة والحصرية من الأرض– فالحيوانات غالبًا ما تحتاج إلى الطيران أو التجول فوق مناطق شاسعة تشترك بها العديد من الحيوانات. لا معنى لحماية [ملكية] عش الطائر في حالة تلوث حفر الري القريبة منه، أو إذا كانت المباني الشاهقة تعيق مسار طيرانه. ولا يبدو بوضوح كيف يمكن لأفكار حقوق ملكية [الحيوان] أن تساعد في هكذا وضع.